# ئی‌ام‌ال کالو
ئی‌ام‌ال کالو (به انگلیسی: EML Kalev) یک زیردریایی است که طول آن ۵۹٫۵ متر (۱۹۵ فوت ۳ اینچ) می‌باشد. این زیردریایی در سال ۱۹۳۶ ساخته شد.